# Karolina Styczyńska
Karolina Styczyńska (Varsovia, 17 de junio de 1991) es una jugadora profesional de shōgi o ajedrez japonés. Es la primera extranjera en ganar un título oficial otorgado por la Asociación Japonesa de Shōgi.

## Carrera profesional
Styczyńska nació en Varsovia, Polonia, en 1991. Desde adolescente comenzó a jugar shōgi, aprendió las reglas por Internet, usando material de consulta y videos. Cuando comenzó a jugar en un sitio web de juegos de video, su técnica y habilidad llamaron la atención de la jugadora profesional Madoka Kitao. Kitao invitó a la polaca a viajar a Japón en 2011 para estudiar shōgi. Styczyńska realizó un examen en la sede de la Asociación Japonesa de Shōgi y le fue asignado un rango de jugadora aficionada.
Fue invitada a participar en un torneo en Tokio en mayo de 2012, a pesar de no avanzar a las rondas superiores, fue la primera extranjera en derrotar a una jugadora profesional en un juego oficial. De nuevo fue seleccionada como participante en la Copa Ricoh femenil de 2013, donde no alcanzó rondas superiores y logró vencer a otra jugadora profesional por segunda ocasión. En junio de 2013 Styczyńska fue aceptada en los grupos de entrenamiento de la Asociación Japonesa de Shōgi, para lograr ser aceptada participó en ocho juegos contra varios miembros del grupo, finalizó con tres victorias y cinco derrotas.
En junio de 2015 fue promovida a un grupo de entrenamiento de mayor nivel, el rango de 3-kyū le fue asignado de manera oficial en octubre del mismo año. En febrero de 2017, tras una victoria en el Torneo Femenil Meijin en Tokio, le fue asignado el rango de 2-kyū. En abril de 2017 obtuvo el rango profesional de 1-kyū y se convirtió en la primera no japonesa en lograr un rango profesional. En marzo de 2017 fue entrevistada en el programa de televisión Genki no Apuri de Nippon TV, en la entrevista expresó las razones por las que comenzó a jugar, como fue su preparación para convertirse en profesional y las dificultades que enfrentó para lograr sus objetivos.

### Resultados en torneos
| Año  | Nivel   | Torneo                                       | Lugar            | Referencia |
| ---- | ------- | -------------------------------------------- | ---------------- | ---------- |
| 2009 | Amateur | Campeonato Europeo: Abierto Mundial de Shōgi | 15th             | [ 14 ]     |
| 2010 | Amateur | Campeonato Europeo: Abierto Mundial de Shōgi | 5th              | [ 15 ]     |
| 2011 | Amateur | Campeonato Europeo: Abierto Mundial de Shōgi | 11th             | [ 16 ]     |
| 2013 | Amateur | Campeonato Europeo: Abierto Mundial de Shōgi | 4th              | [ 17 ]     |
| 2013 | Amateur | 26° Torneo Amateur Ryu-oh de Japón           | Ronda preliminar |            |
| 2014 | Amateur | Campeonato Europeo: Abierto Mundial de Shōgi | 1st              | [ 18 ]     |